# Cassoleria d'Àngel Domínguez
La Cassoleria d'Àngel Domínguez és el nom que rep un edifici situat al carrer del Cup, 6 de la localitat de Potries, de la comarca de la Safor al País Valencià, catalogat com a Bé de Rellevància Local des del 2008, amb IGPCV 46.198- 9999-000001i amb el nom oficial de ''Terriseria d'Àngel Domínguez''.

## Història
Potries és una localitat d'una gran tradició terrissera, de fet, el municipi té un nom que ve d'aquesta tasca artesanal. La situació geogràfica de la localitat, amb un paisatge de transició entre una plana fluvial i les muntanyes, a tocar d'un riu i a la zona de pas cap als espais forestals de les serralades de la Gallinera i la Safor, ajuden al desenvolupament d'aquesta activitat, el que es reforça per la presència de mines d'argila a la zona, amb gran contingut en argila de diversos tipus (sobretot argila calcària i ferruginosa) i gran qualitat.
És per això que els experts consideren que l'origen de l'alfaferia a Potries pot remuntar-se al Neolític, la qual cosa queda provat a les restes del jaciment arqueològic Neolític situat a la muntanya dels Penyals i la seva necròpolis, situada en una zona plana a prop del riu Serpis. Hi ha documentació escrita d'aquest jaciment que es deu al metge rural i arqueòleg aficionat Simeó Peiró Frasquet que va informar a mides del segle passat de l'existència d'un jaciment a la partida casa fosca-horteta, on indica la presència de restes de ceràmica negra amb decoració incisa de motius geomètrics, consistents en triangles i bandes. També va indicar la presència d'altres restes de ceràmica en un altre jaciment, a la muntanya de Penyals, dos bols fets a mà sense coure i altres restes de ceràmica que en unir van donar lloc a una peça llisa de 40 cm de diàmetre i 22 de profunditat, i nanses als laterals. Aquestes darreres restes es van datar a l'edat de Bronze Valencià. Pel que podrien considerar-se les primeres restes de la terrisseria de Potries.
També hi ha restes ceràmiques de l'època romana a Potries. De fet, es coneix l‟existència d‟una vil·la romana de dimensions imprecises, datada entre el segle I i el IV d. C. En aquest cas, malgrat que el primer a fer referència a aquesta vila és novament Simeó Peiró Frasquet, fou l'arqueòleg Josep A. Gisbert qui l'any 1981 excava un sector d'aquesta vila, situat a la partida de la Campina , el que va fer que la vila se la conegués com a vila de la campina-catorzena, que actualment està pràcticament desapareguda. En aquesta vila hi ha indicis de l'existència d'una terrisseria (en què va haver de destacar la producció d'àmfores, sobretot per transportar i contenir vi i oli; encara que també es poden veure restes de teules, maons i tubs entre d'altres), pels restes trobades a la partida de la Catorzena.
Aquests indicis d'activitat econòmica terrissera a Potries són els que reforcen l'origen del topònim, d'arrel llatina amb un significat relacionat amb la ceràmica.
Aquesta activitat terrissera es manté tant en temps visigots com amb la conquesta del territori de la costa del mediterrani per part dels àrabs, malgrat que no s'ha pogut documentar la continuïtat de l'activitat a Potries. El que sí que es pot documentar és la importància de la terrisseria a Potries al segle XIII, quan la zona pertanyia a la Corona d'Aragó, i era dependent del Castell de Rebollet, situació en què malgrat estar sota domini cristià hi havia a la zona una gran població mudèjar, que es va mantenir fins ben entrats els segles XV-XVI. I en aquesta època a Potries hi havia un espai, a prop del nucli urbà, conegut com a “cantereria”, dedicat a la producció terrissera. Aquesta activitat contribuïa als ingressos de la Senyoria, i aquesta activitat s'ha vist demostrada per les restes de forns medievals trobades al terme municipal. Es tractava d'uns forns de planta rectangular que s'excavaven aprofitant desnivells del terreny argilós, que quedaven endurits per l'acció del foc. Se solien disposar alineats per un estret carreró que permetia accedir-hi. Presentaven dues càmeres superposades, la que servia per al foc i la de dalt que era on es coïen les peces.
Es té documentació de l'any 1792 de la venda a un membre de la família Aznar de la “Casa Terrisseria i les terres contigües a ella”. Aquesta casa estaria situada entre el carrer de la Font i la séquia del Rebollet. Aquest centre terrisser es va mantenir en actiu fins ben entrat el segle xx, estant això documentat a l'arxiu municipal de la localitat.
Aquesta producció terrissera va anar millorant en tècnica i qualitat dels productes fabricats al llarg del segle XIX. No podem perdre de vista l'auge de la ceràmica a partir de 1802, amb l'ordre del rei Carles IV d'utilitzar recipients de ceràmica per a ús domèstic retirant els de plom que ja se sabia per aquell temps que eren nocius per a la salut. D'aquesta manera només a Potries i durant el període de finals del segle XIX i principis del XX hi ha documentats 18 centres de producció, que en van quedar cap l'any 2009 (any en què es va desmantellar l'última empresa dedicada a la fabricació de materials ceràmics per a la construcció)
A Potries es pot distingir entre Rajoleries (nom que es dona a les fàbriques de maons) per una banda i les fàbriques destinades a fabricar peces de pisa per l'altra. Els primers necessiten un tipus d'instal·lació força especialitzat i se solen ubicar a prop dels punts d'extracció de les argiles. Solen localitzar-se a l'exterior de les poblacions, també per ser més contaminants i produir més pols, soroll i olors.
Les famílies Aznar i Fuster eren les que monopolitzaven el treball artesanal relacionat amb la fabricació de pisa, les fàbriques de plats i olles són els centres terrissers més característics i definitoris de la ceràmica de Potries. De les ubicacions que aquests centres terrissers van tenir al poble al llarg de la història, el situat al carrer del Cup, que anteriorment es deia de l'Olm, era el conjunt terrisser més conegut i estava format per cinc fàbriques (la dels Tarrazó , els Domínguez, els Faus o els Canet entre d'altres), entre les quals hi ha la d'Àngel Domínguez. Aquestes fàbriques estaven organitzades per famílies, encara que de vegades es compartien recursos com els forns.
La família Domínguez era propietària d'una d'aquestes fàbriques de llarga tradició a Potries, ja que es pot documentar la seva presència a la localitat ja al segle XVIII, però no hi ha documentació de la seva dedicació a la terrisseria fins a l'any 1838. L'any 1903 va néixer el darrer terrisser d'aquesta saga familiar, Ángel Domínguez Ortolá, i ho va fer a la casa de la família al carrer del Cup. El seu terrisser es va tancar en jubilar-se Ángel Domínguez, ja que cap dels seus fills va voler continuar amb el seu ofici.
La casa, situada dins el nucli urbà de la localitat, encara que ja a la zona més exterior, al mateix carrer on s'ubicaven quatre terrisseries més; per produir pol·lució aquest tipus d'activitat industrial.
Després del seu abandonament com a terrisseria la casa va anar deteriorant-se fins que l'edifici va ser adquirit per l'Ajuntament de Potries amb la finalitat de rehabilitar l'edifici per utilitzar-lo com a taller museu d'alfaferia.
Després de la compra de l'edifici l'Ajuntament va realitzar inversions destinades tant a obres, equipaments, personal, col·lecció de materials, com a la difusió o el manteniment de l'immoble, gràcies a subvencions per part del Fons Estatal per a l'Ocupació i la Sostenibilitat Local, ajuts de la Diputació de València i de l'Agència Valenciana de Turisme.

## Descripció
Des del punt de vista arquitectònic, aquest edifici és una casa tradicional de la Safor, i quan es va dur a terme la seva rehabilitació es va tractar de conservar tota autenticitat del llegat patrimonial. Així, la major part d'elements i mobiliari són originals, i per això eren utilitzats per la pròpia família Domínguez.
La casa se situa en un eixamplament del carrer del Cup que forma una mena de plaça triangular, que ha de tenir el seu origen en les pròpies necessitats de la producció de peces de ceràmica, que requeria espais per als processos d'assecat, així com llocs on emmagatzemar materials, llenya o terra.
La casa en si està elevada sobre una planta irregular, allargada i perpendicular a l'eix del carrer, i s'hi poden distingir dos cossos, la part principal que dona al carrer, el pati (llarg i estret i s'hi situaven tant les basses de decantació de l'argila, dues estructures d'obra adossades a la mitgera de la casa, amb diferents dimensions i cotes, com una petita sala per emmagatzemar el fang ja decantat; habitatge i la llenyera ) i una segona part que està composta per la llenyera i el forn al fons. La part que es destina a habitatge familiar ocupa una superfície de 70 m², davant dels 160 que es destinaven a usos industrials.

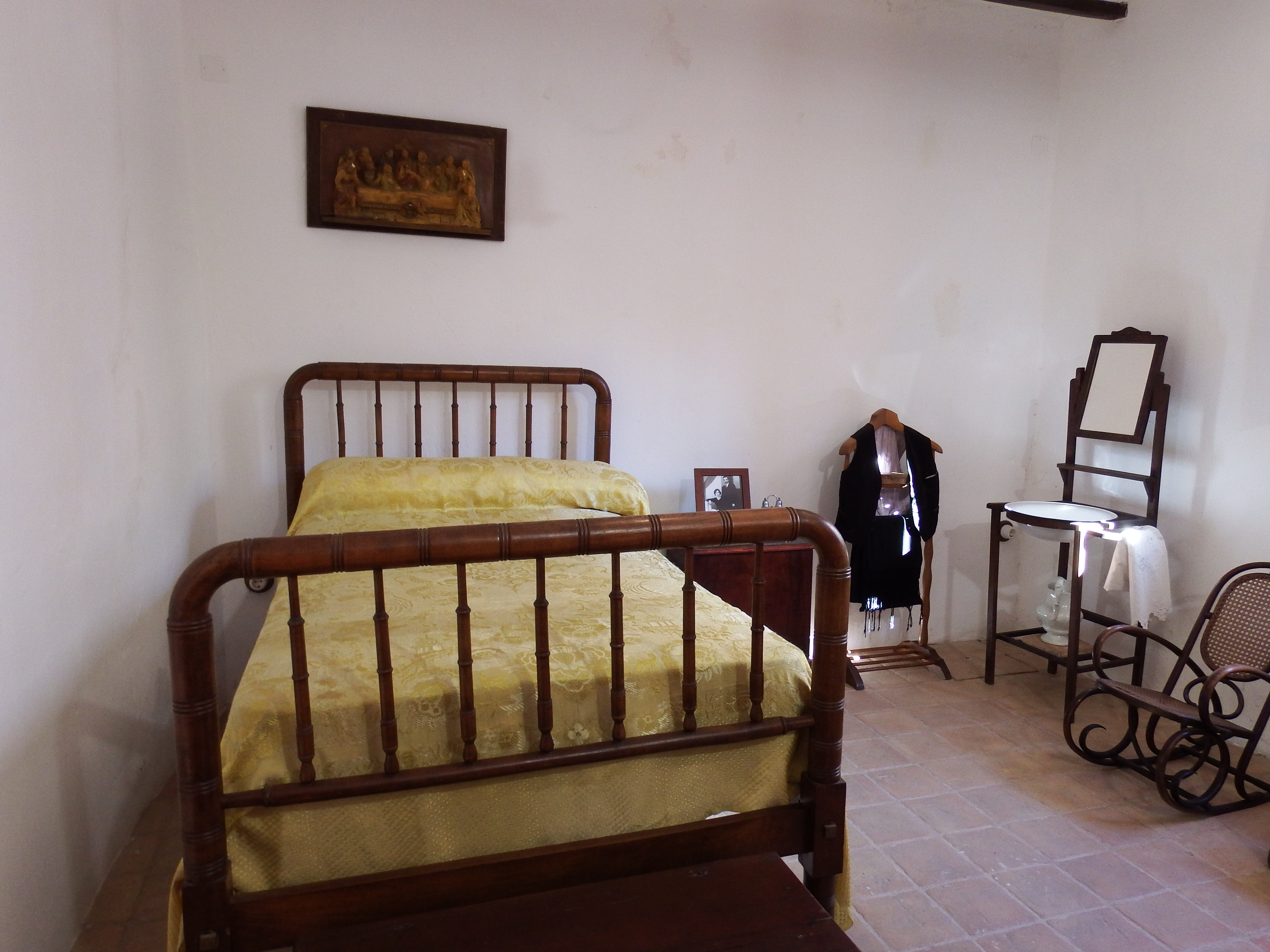
Habitació principal
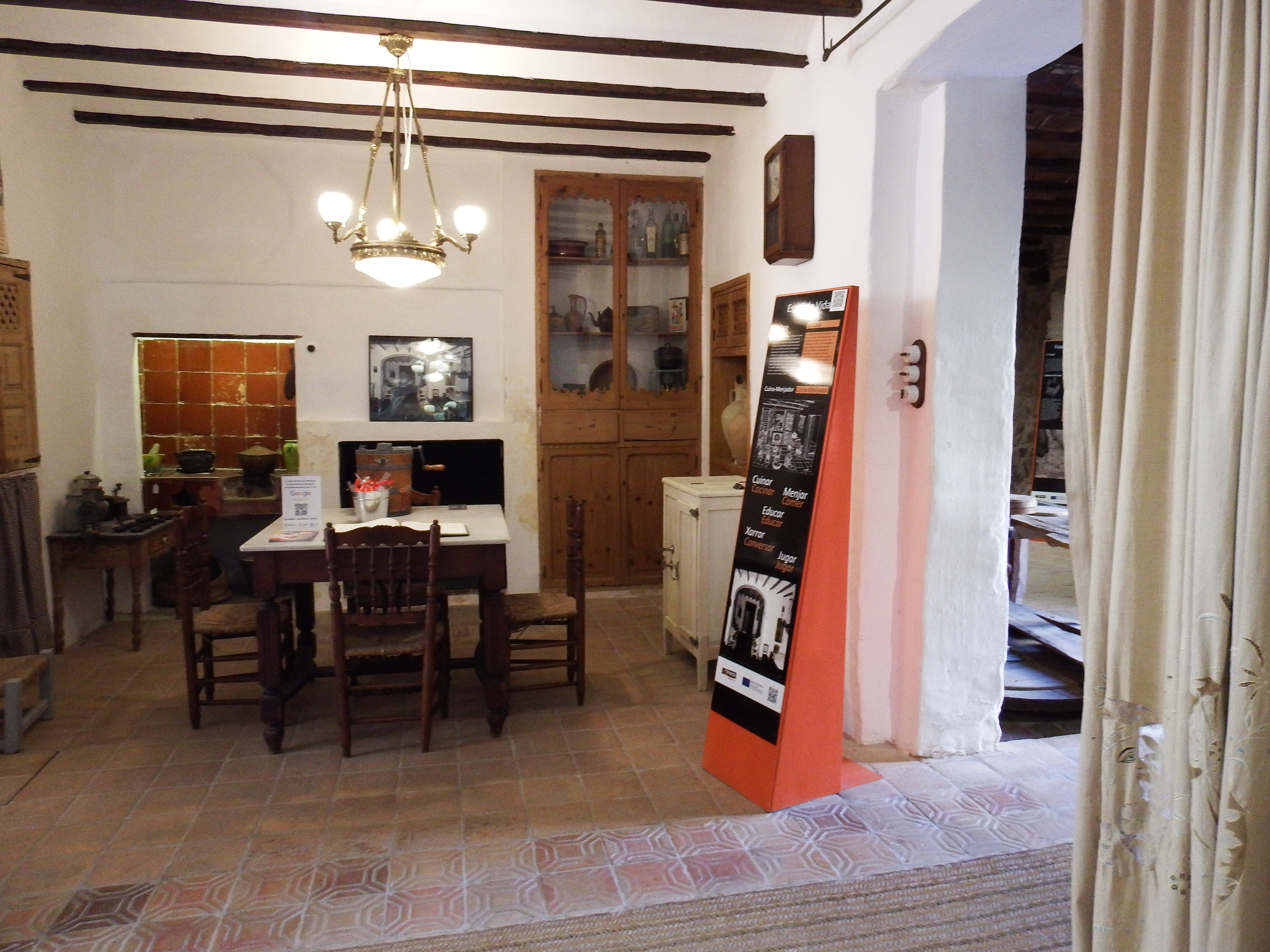
Menjador de la casa
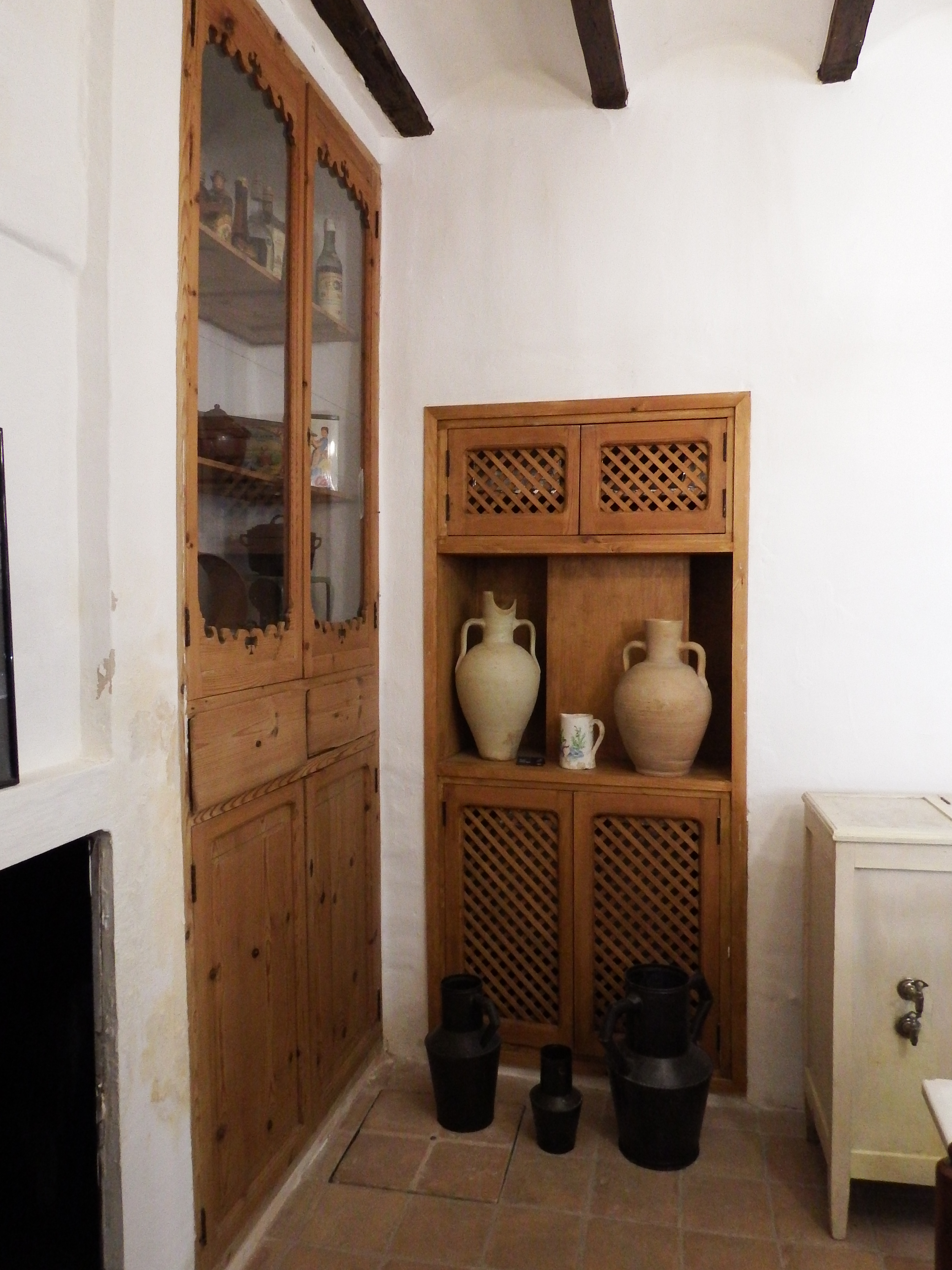
Detall de la cuina
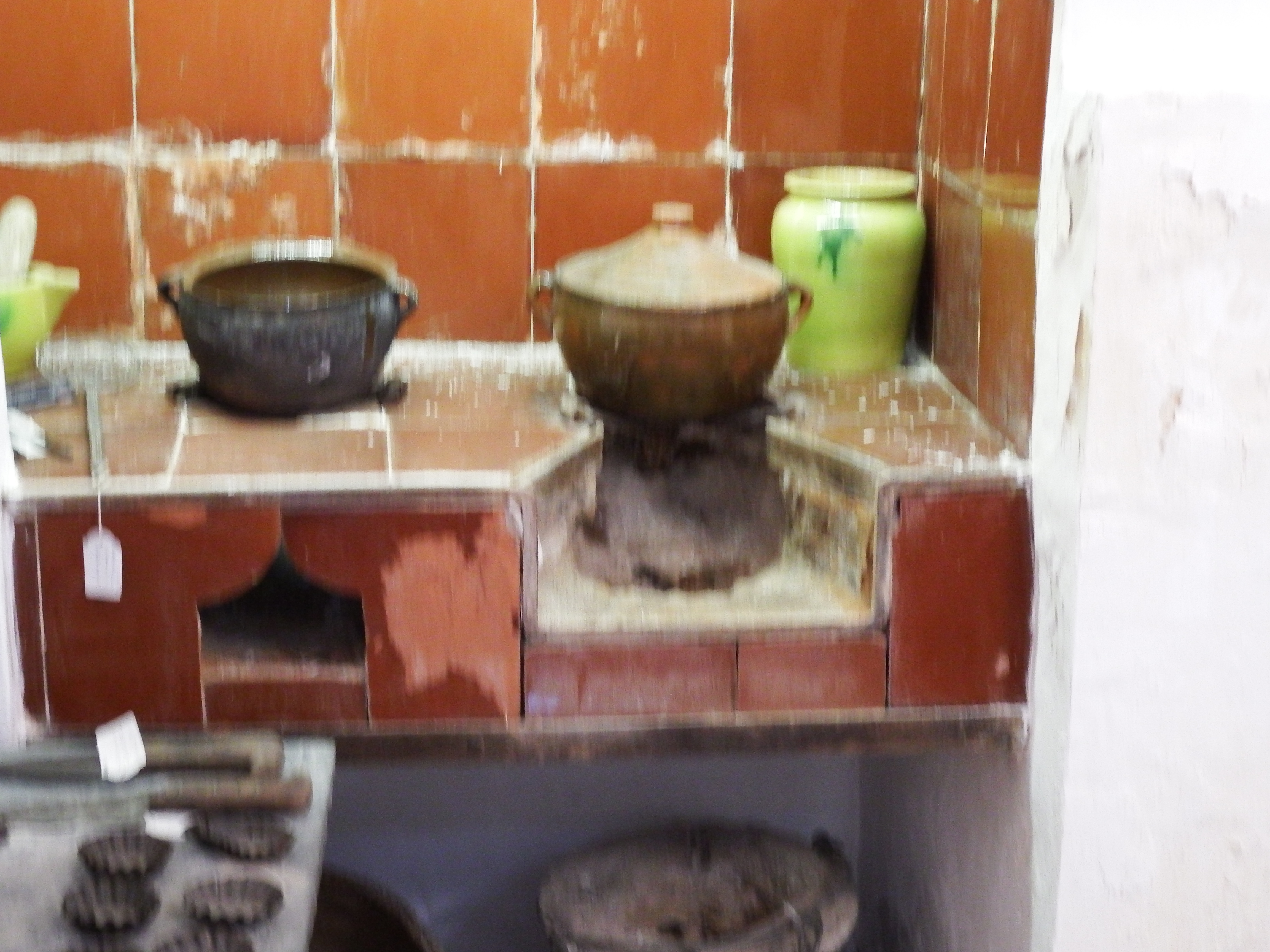
Detall de la cuina
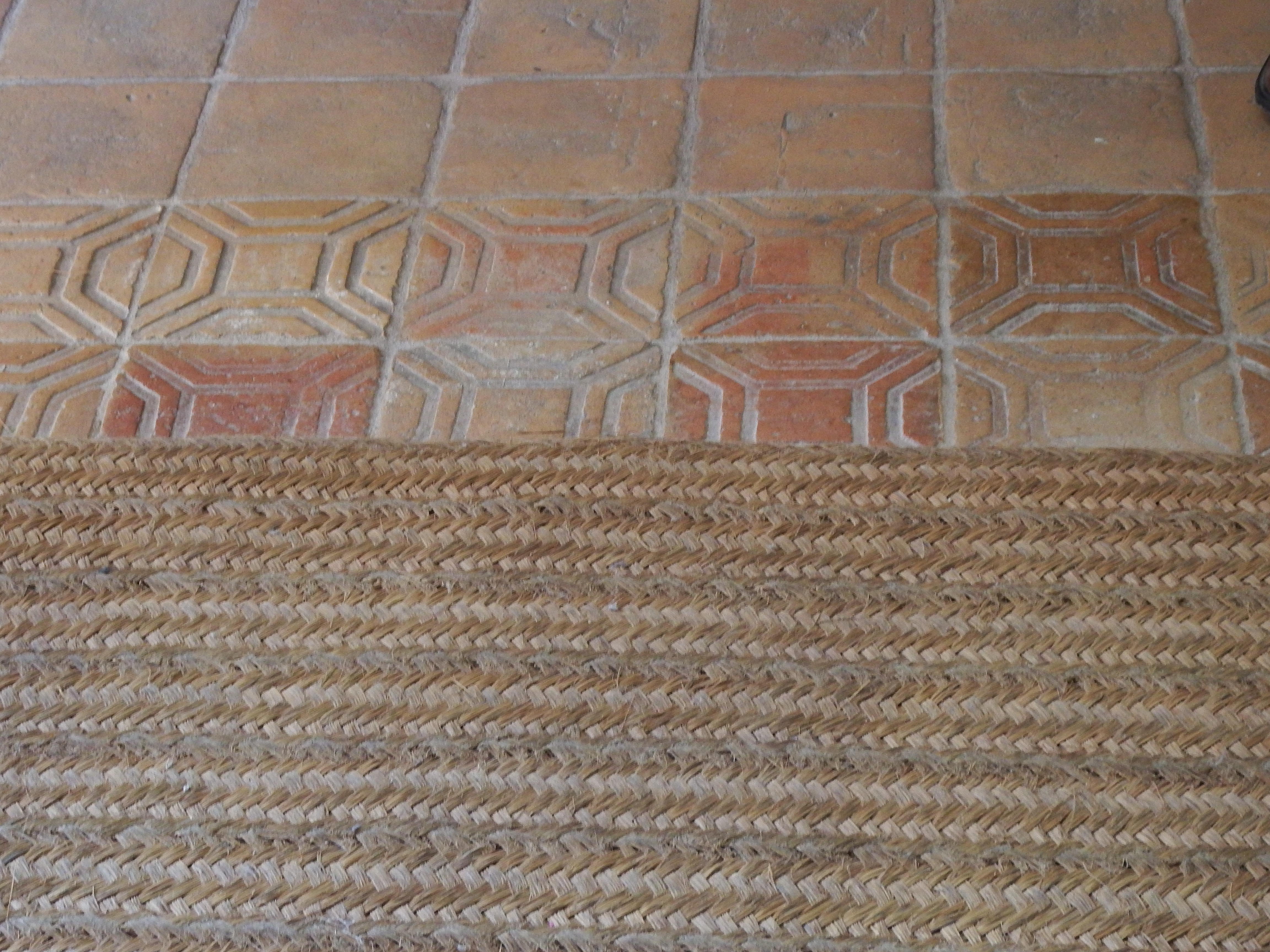
Sol original
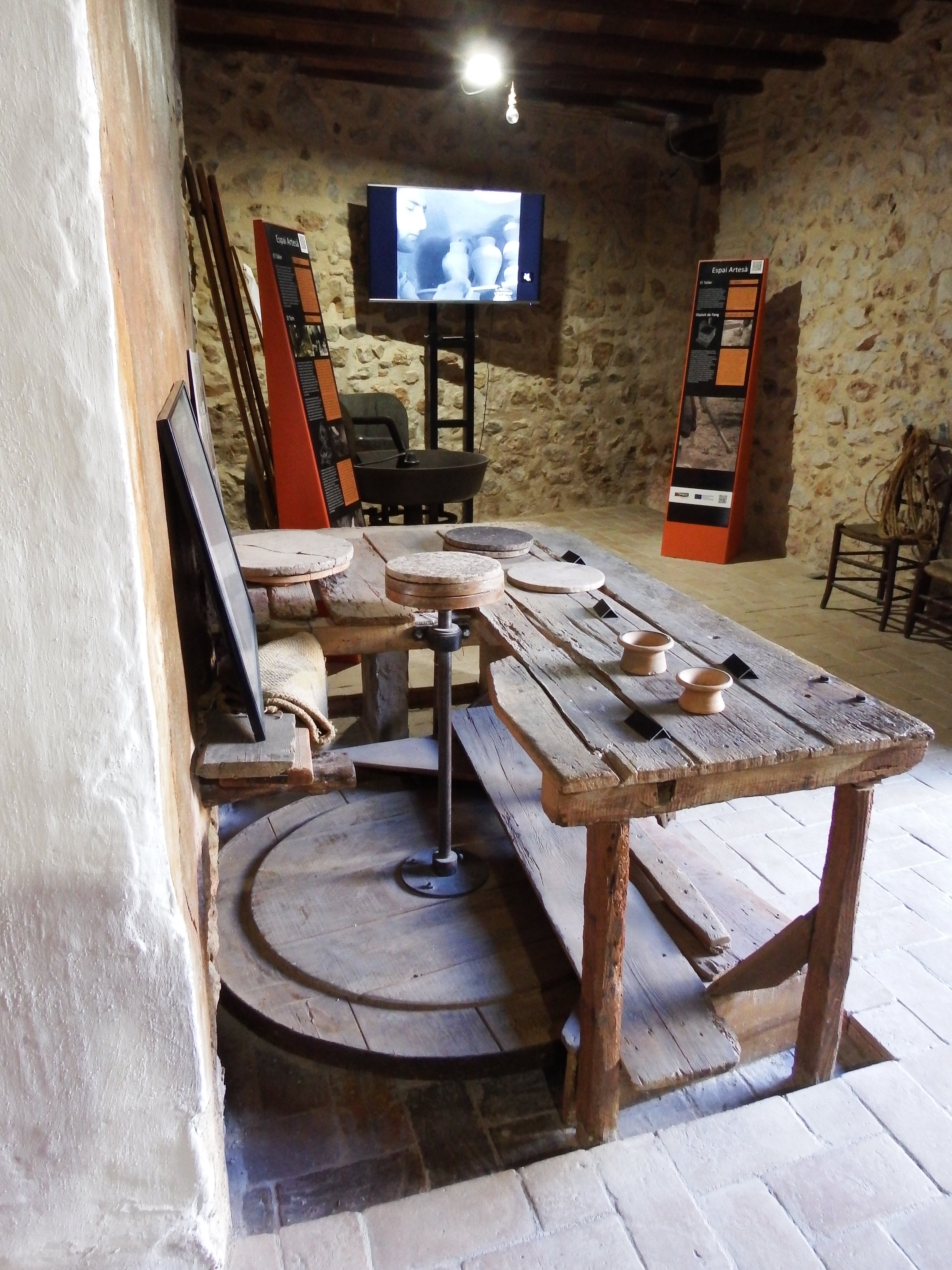
Zona de treball
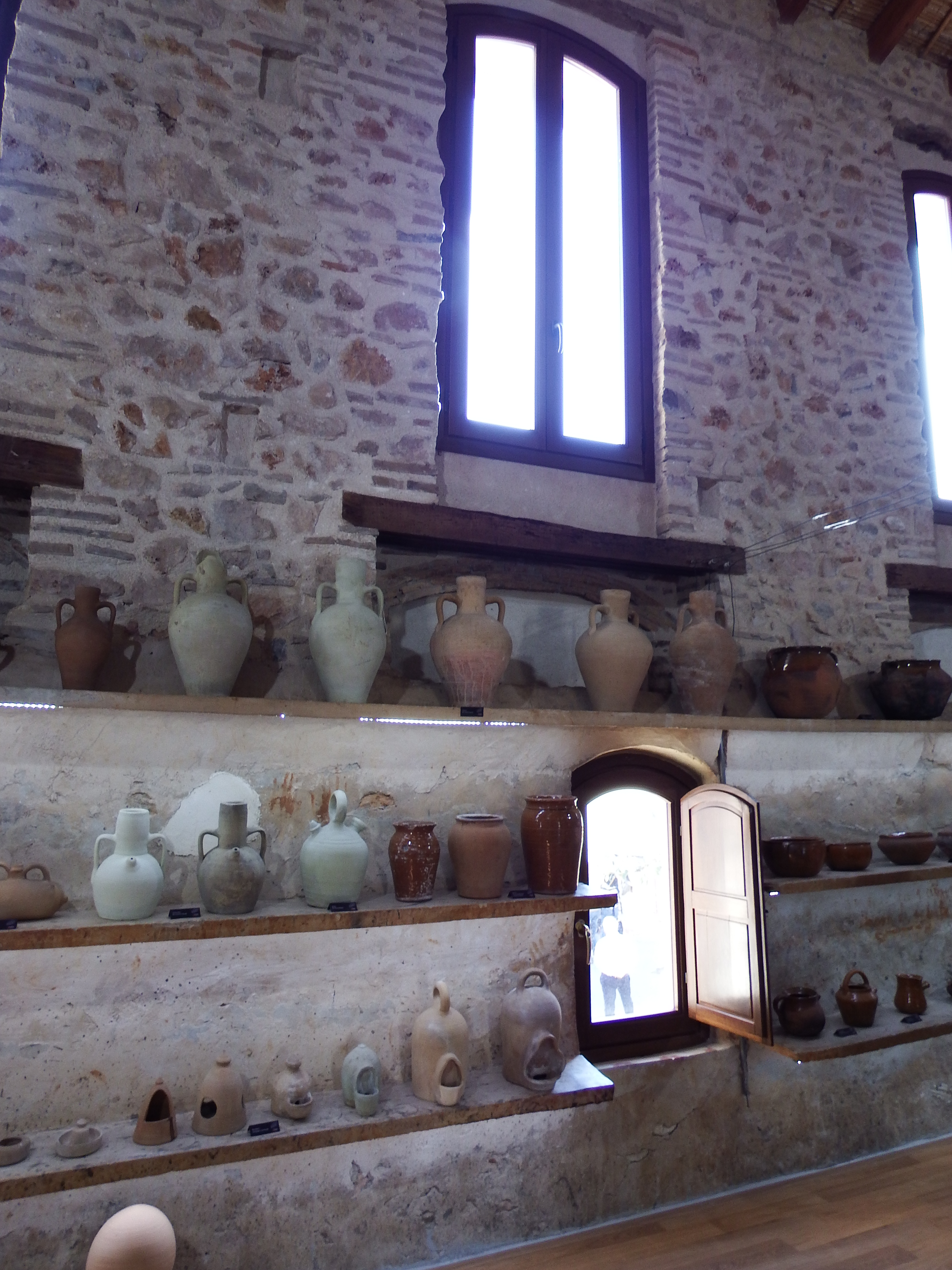
Espai per a assecar les peces
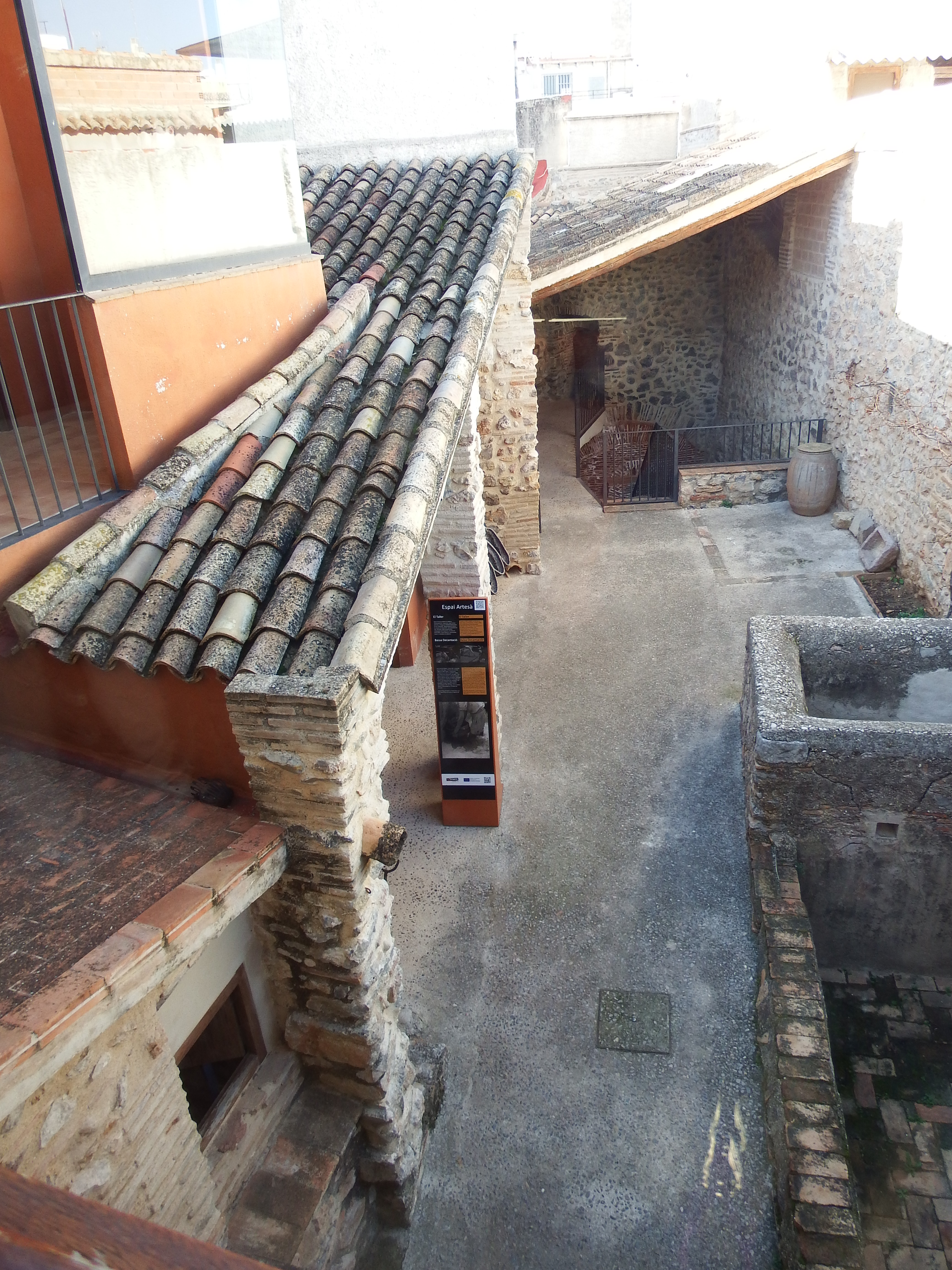
Pati amb elements per a la terresseria, basas d'aigua i al fons el forn
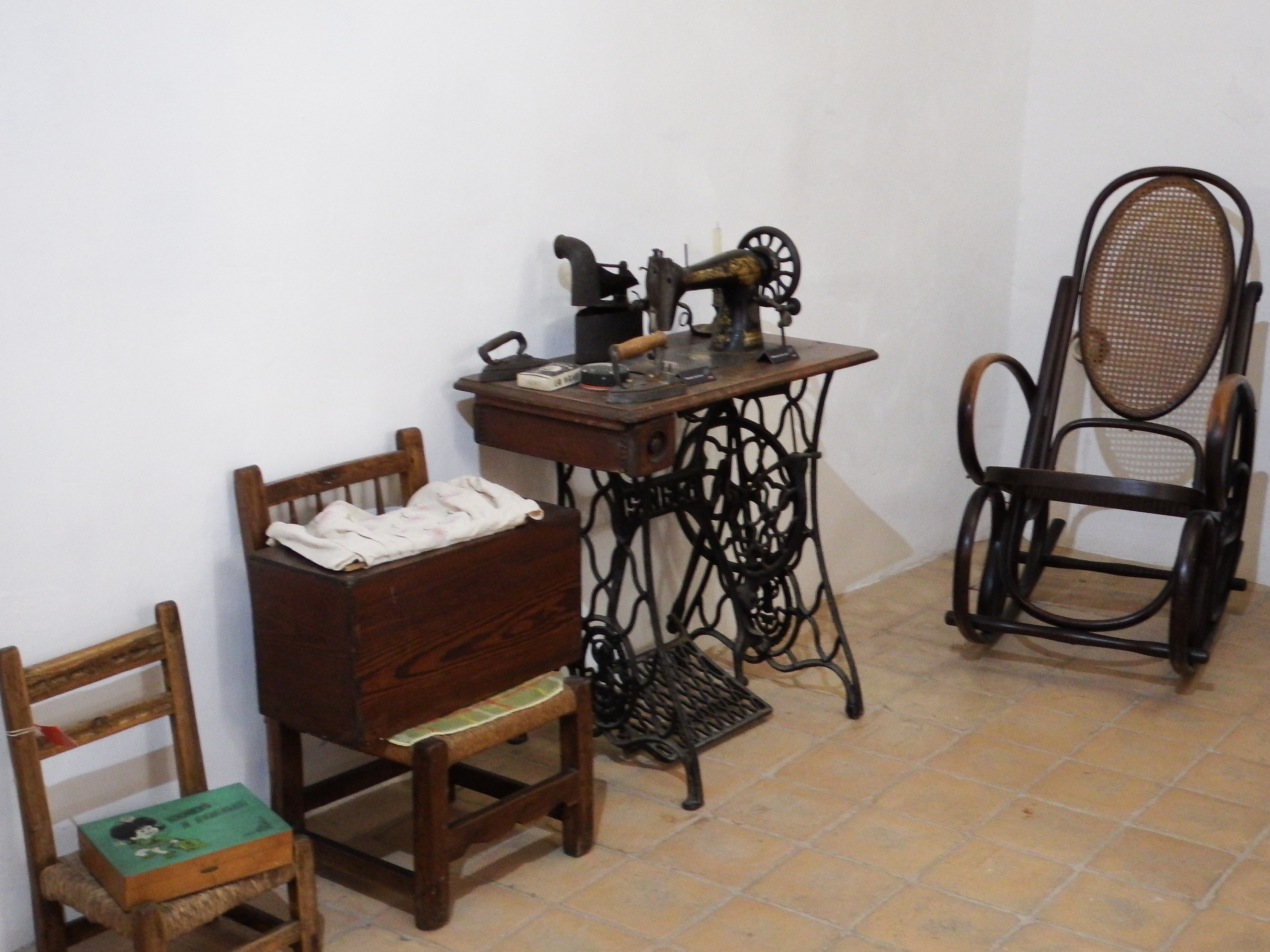
Zona de costura
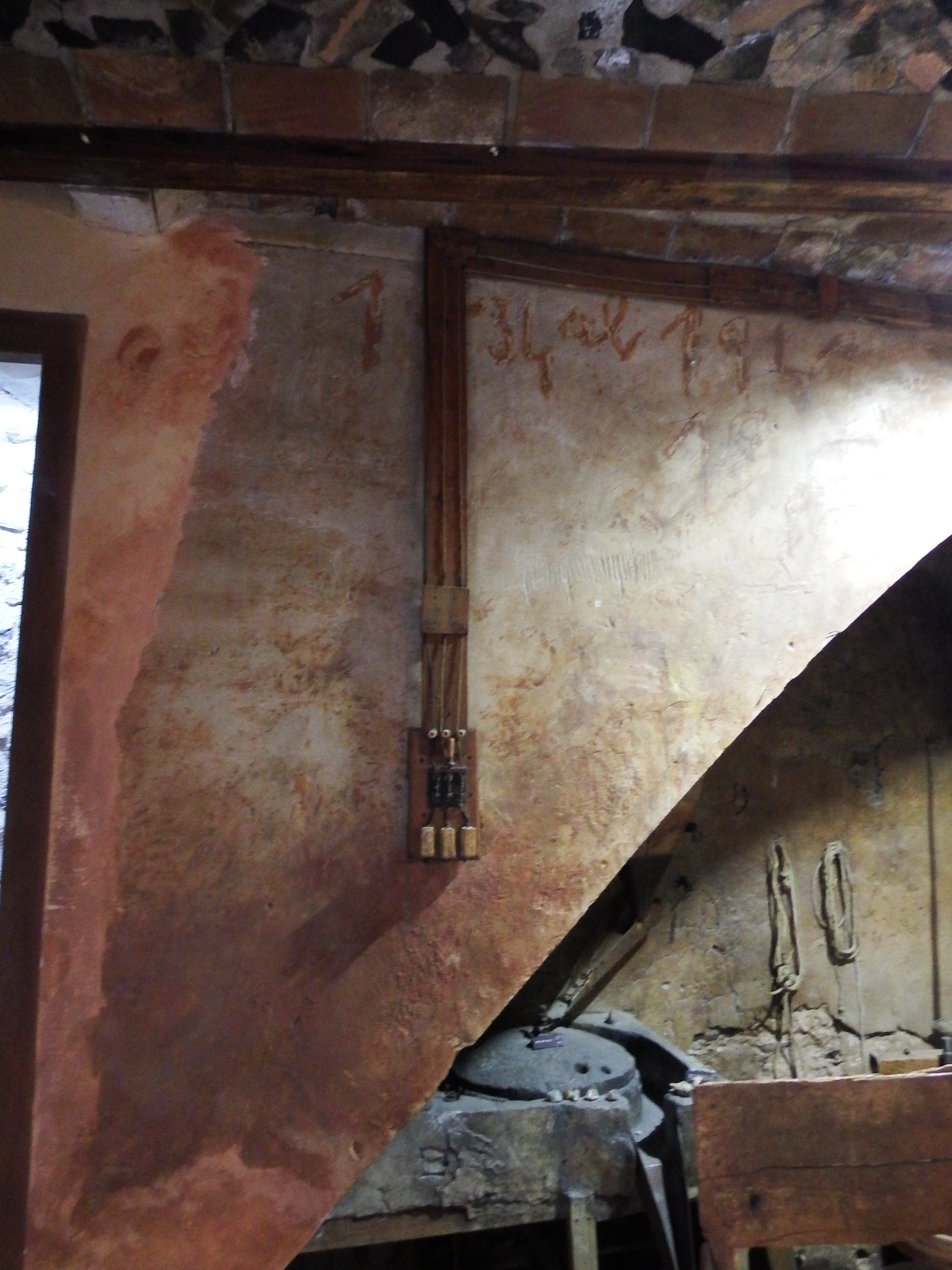
Instal·lació elèctrica en superfície
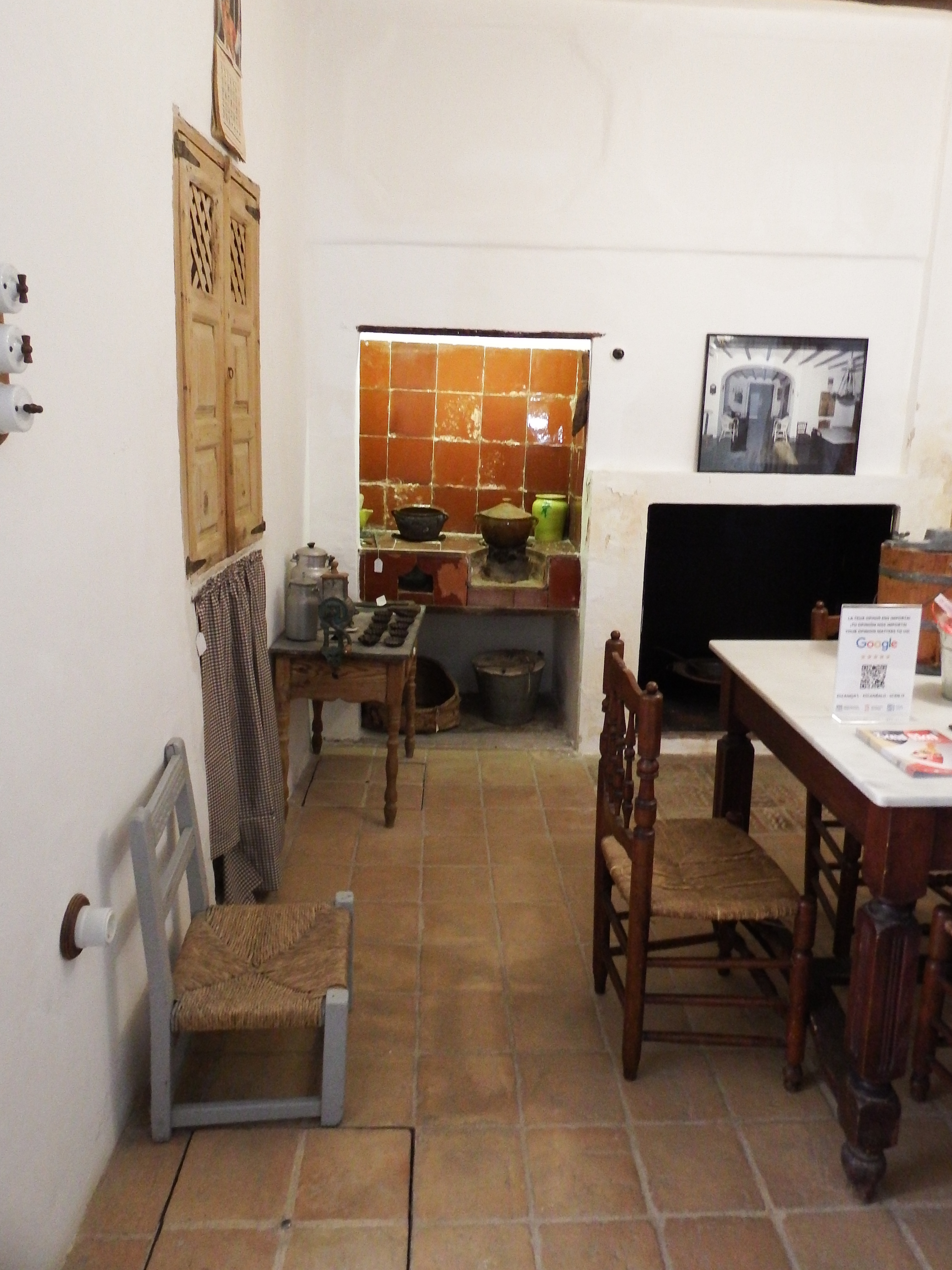
Cuina
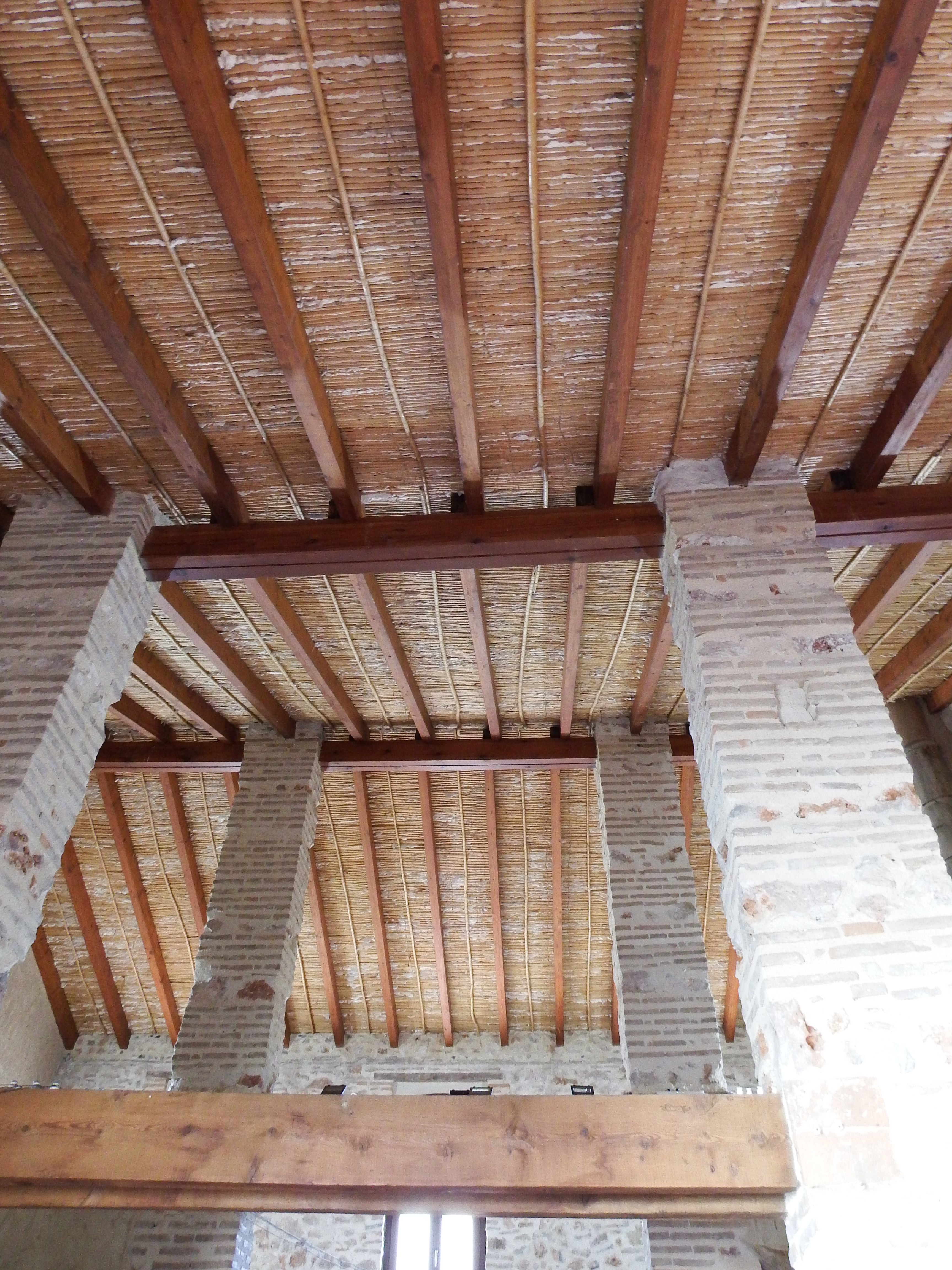
Sostre sobrelevat en la cambra

A més, l'edifici té dues plantes, la planta baixa, a dues mans, amb ampli passadís per al cas dels carros cap a la zona de la terrisseria, i que articula els espais anteriors. És a la planta baixa, en concret a les seves dues primeres crugies, on se situava l'habitatge familiar, mentre que la tercera crugia i la planta superior (que era una cambra diàfana de major altura per la utilització de pilars i arcs cecs, sense separacions intermèdies) s'utilitzaven per al sector artesanal, en concret per envernissar les peces i emmagatzemar-les fins a portar-les al forn.
La tercera crugia de la planta baixa contenia el taller pròpiament dit, on es poden veure els torns, tant drets com elèctrics; la màquina per batre el fang, o el molinet elèctric per triturar els òxids, que van ser traslladats de la seva ubicació original a la planta superior en electrificar-los, ja que els primers eren manuals. També en aquesta tercera crugia tenim les escales d'accés a la planta superior i l'accés a la cambra del fang, adossada a l'exterior del mur mestre que dona al pati i per sota del terra del taller.
El forn s'ubicava al fons de la parcel·la i, com ja hem indicat abans, dos nivells que es comunicaven amb una escala de pedra. A l'inferior es col·locava el foc i al superior les peces a coure. El combustible s'introduïa a la cambra de foc per un espai previ a la mateixa.
La casa es remata amb una teulada a dues aigües.
Els murs de la casa són de maçoneria i morter de calç amb dues crugies que estaven separades per gruixuts murs mestres. Mentre que les bigues eren de fusta.